# HD 52100
HD 52100，又名BD+32 1460，SAO 59697、HR 2620，是一颗恒星，视星等为6.59，位于銀經184.3，銀緯16.06，其B1900.0坐标为赤經6h 54m 47.4s，赤緯+32° 16.06′ 16″。